# Carlton Hotel (Amsterdam)
NH Flower Market, beter bekend als het Carltonhotel, is een viersterrenhotel dat in 1928 werd geopend aan het begin van de Vijzelstraat in in het centrum van Amsterdam.

## Geschiedenis
Het hotel is gevestigd aan de Vijzelstraat, die tot de twintigste eeuw even breed was als de andere radiaalstraten van de grachtengordel zoals de Leidsestraat en de Utrechtsestraat. Wegens de toenemende verkeersdrukte had het Amsterdams stadsbestuur (in 1907) besloten om de Vijzelstraat te verbreden naar 22 meter. Om tot die verbreding te komen moesten alle panden aan de westkant gesloopt worden.

### Bouw van het hotel
In de jaren 1926 tot 1928 werd op de vrijgekomen grond het toenmalige Grand Hotel Centraal gebouwd, dat ontworpen was door architect G.J. Rutgers. Het gebouw was zó groot dat een deel van de Reguliersdwarsstraat overkluisd moest worden. De opdrachtgever ging tijdens de bouw failliet waarna het project overgenomen werd door een Engelse onderneming, die het hotel zijn huidige naam gaf, het Carlton Hotel.
Tijdens de bouw van het hotel werd gemikt op een opleveringsdatum die het mogelijk zou maken de sporters en bezoekers van de Olympische spelen van 1928 in Amsterdam te huisvesten. Mede daardoor werd het hotel al gauw populair onder de Amerikanen.
Het hotel is gebouwd in de stijl van de Amsterdamse School, met invloeden van H.P. Berlage. De strakke buitengevel doet niet vermoeden dat het interieur oorspronkelijk in de Lodewijk XIV-stijl was gebouwd. Deze is in het restaurant op de eerste verdieping nog enigszins terug te vinden.

### Tweede Wereldoorlog

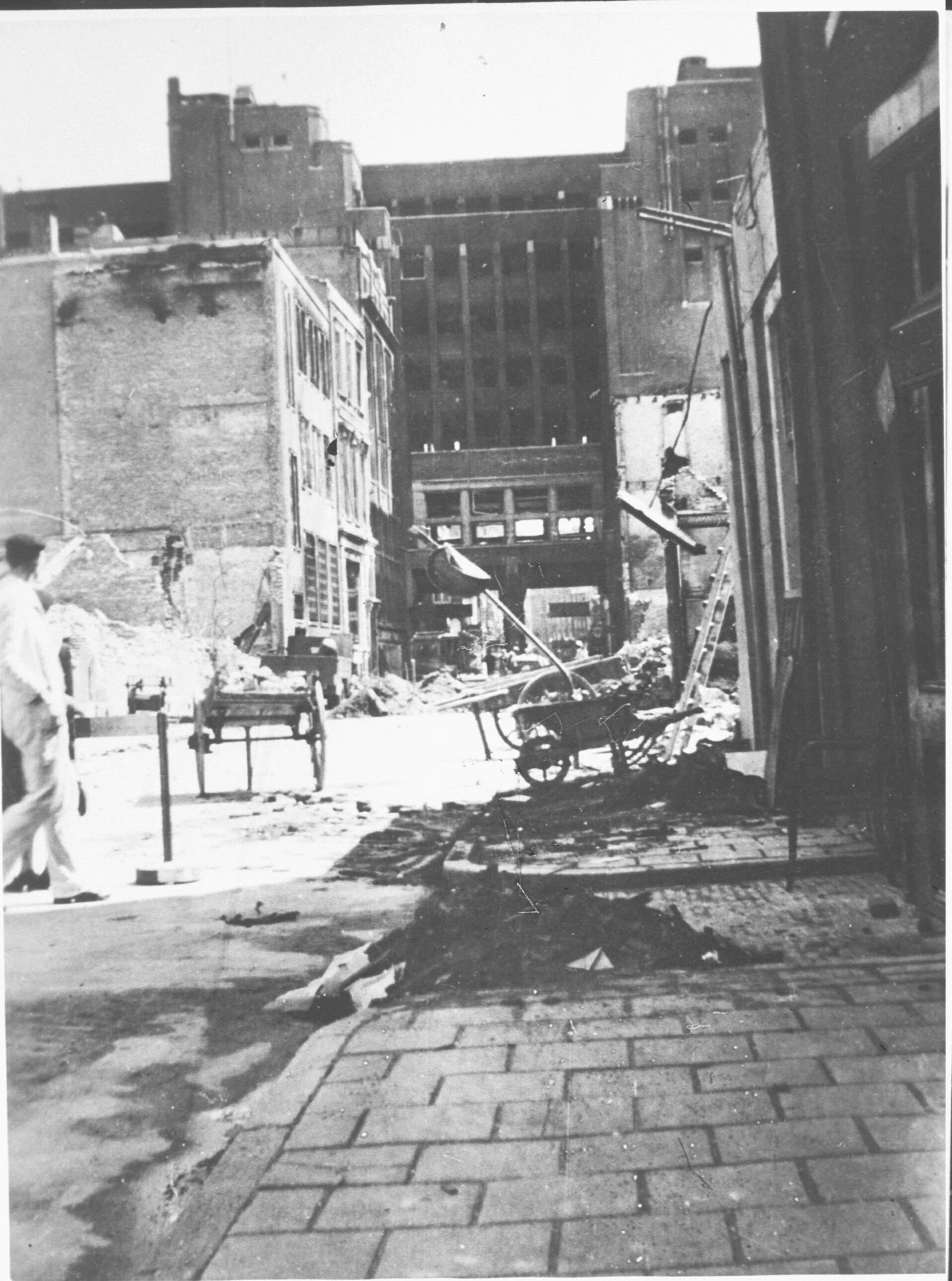
Opruimwerkzaamheden na het neerstorten van de Halifax-bommenwerper in 1943

Tijdens de Duitse bezetting werd het Carlton hotel door de Duitsers gevorderd om er onder andere Wehrmachtofficieren en het Luftgaukommando onder te brengen. In de nacht van 26 op 27 april 1943 werd een Britse Halifax-bommenwerper door de Duitsers neergehaald; deze stortte om 2:32 uur achter het hotel neer. Door het neerstorten en de enorme brand die ontstond werd bijna alle bebouwing tussen Herengracht en Singel tot aan de Geelvincksteeg verwoest. Het hotel werd ook zwaar beschadigd. Jan Wils, de architect van onder meer het Olympisch Stadion en het City Theater, kreeg de leiding over de restauratie van het hotel.

## Het Carlton vandaag
Het hotel maakt tegenwoordig deel uit van de NH Hoteles groep. Het hotel heeft 218 kamers, een parkeergarage en een ontbijtzaal die voorheen in gebruik was als het Restaurant Caruso. In 2019 is het hotel verbouwd en heeft een nieuwe naam gekregen, NH Flower Market, omdat de naam Carlton verwarring op zou leveren met een concurrerende hotelgroep. Flower Market verwijst naar de naastgelegen Bloemenmarkt.

## Trivia
Tijdens het Nederlands kampioenschap schaken 1939 werden vijf van de tien rondes in het Carlton Hotel gespeeld.